# إسحاق تي. بيشوب
إسحاق تي. بيشوب هو سياسي أمريكي، ولد في 6 يونيو 1844 في سومرز في الولايات المتحدة، وتوفي في 20 يوليو 1920. نشط حزبياً في الحزب الجمهوري. وقد انتخب عضو مجلس ولاية ويسكونسن ‏.